# Перед потопом
«Перед потопом» (англ. Before the Flood) — четвёртая серия девятого сезона британского научно-фантастического телесериала «Доктор Кто». Премьера серии состоялась 10 октября 2015 года на канале BBC One.

## Синопсис
ТАРДИС прибывает в 1980 год, в Шотландию, где построен военный полигон, имитирующий небольшой российский городок. Доктор, О'Доннелл и Беннетт встречают ещё живого инопланетянина Прентиса (призрак которого они видели в будущем, на подводной станции), который привёз саркофаг на Землю для захоронения. 
Грозный инопланетный военачальник Король-Рыбак приводит в действие хитрый план с целью обеспечить собственное выживание, последствия которого затронут всю Вселенную. Есть ли возможность их избежать? Удастся ли Доктору совершить невообразимое?

## Съёмки
Вместе с эпизодом «На дне озера» серия вошла в первый съёмочный блок. Читка сценария состоялась 18 декабря 2014 года. Съёмки начались в Кардиффе 5 января 2015 года.
Впервые для музыкальной темы в начале серии была использована электрогитара — Доктор рассказывает о временно́м парадоксе, связанном с Бетховеном, и наигрывает фразу из Пятой симфонии.
На роль Короля-Рыбака был приглашён необычайно высокий актёр, бывший баскетболист Нил Финглтон, а для его озвучивания  были приглашены Питер Серафинович и Кори Тейлор.